# This Is For
This Is For é o quarto álbum de estúdio coreano do grupo feminino sul-coreano Twice. O lançamento está previsto para 11 de julho de 2025, pela JYP Entertainment.

## Lançamento
O Twice começou a divulgar seu quarto álbum de estúdio dia 19 de maio, com o lançamento de teaser intitulado "Intro: Four". O clipe curto mostra todas as nove integrantes usando uma saia azul com "Four" escrito nela. O álbum é o primeiro lançamento de estúdio em coreano do grupo desde Formula of Love: O+T=<3 (2021). A data de lançamento e título do álbum foram anunciados em 21 de maio.
Em 9 de junho, Twice anunciou a turnê mundial This Is For em apoio ao álbum. Em 26 de junho, as faixas foram reveladas por meio de suas contas nas redes sociais, incluindo cinco faixas de subunidades, semelhantes às de Formula of Love: O+T=<3. Poucos dias antes, o grupo havia compartilhado nove faixas solo, uma para cada membro, embora nenhuma dessas músicas tenha sido incluída no álbum.

## Lista de faixas
| N.º            | Título              | Arranjo                 | Duração |  |
| 1.             | "Four"              | Sim Eun-jae             |         |  |
| 2.             | "This Is For"       | Landell Di Genius Daoud |         |  |
| 3.             | "Options"           | Earattack CQ            |         |  |
| 4.             | "Mars"              | Bloomfield              |         |  |
| 5.             | "Right Hand Girl"   | Lewis                   |         |  |
| 6.             | "Peach Gelato"      | Coogan Ryan Bunetta     |         |  |
| 7.             | "Hi Hello"          | Mac & Phil              |         |  |
| 8.             | "Battitude"         | Dem Jointz              |         |  |
| 9.             | "Dat Ahh Dat Ooh"   | Relyt                   |         |  |
| 10.            | "Let Love Go"       | Pink Slip               |         |  |
| 11.            | "G.O.A.T."          | Versachoi               |         |  |
| 12.            | "Talk"              | Earattack               |         |  |
| 13.            | "Seesaw"            | Clampitt                |         |  |
| 14.            | "Heartbreak Avenue" | W. Lee                  |         |  |
| Duração total: | Duração total:      | Duração total:          | 36:10   |  |